# USS Breck (DD-283)
USS Breck (DD-283) là một tàu khu trục lớp Clemson được Hải quân Hoa Kỳ chế tạo vào cuối Chiến tranh Thế giới thứ nhất. Nó là chiếc tàu chiến duy nhất của Hải quân Hoa Kỳ được đặt theo tên Thiếu tá Hải quân Joseph Berry Breck (1828-1865), người tham gia cuộc Nội chiến Hoa Kỳ. Breck ngừng hoạt động năm 1930 và bị tháo dỡ năm 1931 nhằm tuân thủ quy định hạn chế vũ trang của Hiệp ước Hải quân London.

## Thiết kế và chế tạo
Breck được đặt lườn vào ngày 8 tháng 5 năm 1919 tại xưởng tàu Squantum Victory Yard của hãng Bethlehem Shipbuilding Corporation ở Squantum, Massachusetts. Nó được hạ thủy vào ngày 5 tháng 9 năm 1919, được đỡ đầu bởi bà Forest MacNee, cháu nội của Thiếu tá Breck; và được đưa ra hoạt động vào ngày 1 tháng 12 năm 1919 dưới quyền chỉ huy của Hạm trưởng, Thiếu tá Hải quân C. E. Van Hook.

## Lịch sử hoạt động
Breck phục vụ cùng Hải đội Khu trục 1 trực thuộc Hạm đội Đại Tây Dương và đã hoạt động trong sáu tháng tại vùng biển Caribe. Từ ngày 15 tháng 7 năm 1920 cho đến tháng 6 năm 1921, nó nằm trong biên chế dự bị tại Newport, Rhode Island, với những nhiệm vụ huấn luyện giới hạn cùng Hải quân Dự bị Hoa Kỳ tại vùng bờ biển Đại Tây Dương. Đến tháng 6 năm 1921, nó gia nhập Lực lượng Khu trục và tham gia các cuộc thực tập và huấn luyện thường xuyên dọc bờ biển Đại Tây Dương, từng có một thời gian làm nhiệm vụ đặc biệt hiệu chuẩn cho các trạm định vị vô tuyến ven biển.
Vào tháng 6 năm 1922, Breck gia nhập Hải đội Hộ tống, và tham gia các hoạt động thực tập hàng năm của hải đội và hạm đội. Đến tháng 8 năm 1925, cảng nhà của nó được chuyển từ Boston, Massachusetts đến Xưởng hải quân Norfolk, và nó được điều động sang Đội khu trục 25. Trong thành phần đơn vị này, nó phục vụ cùng lực lượng Hải quân Hoa Kỳ tại Châu Âu từ tháng 6 năm 1926 đến tháng 6 năm 1927, biểu dương lực lượng tại các cảng châu Âu và Bắc Phi cũng như tham gia các cuộc thực tập tác xạ và kỹ thuật.
Khi quay trở về Hoa Kỳ, Breck được đại tu tại Xưởng hải quân New York, rồi đi đến Newport, nơi nó đón lên tàu nhân sự Hải quân Dự bị cho chuyến đi huấn luyện cùng Hạm đội Tuần tiễu. Nhịp điệu này được tiếp nối trong những năm tiếp theo, bao gồm các hoạt động thực tập tác xạ, tập trận và cơ động cho đến cuối tháng 9 năm 1929, khi nó cùng với các đơn vị khác thuộc Hải đội Khu trục 9 đi đến Xưởng hải quân Philadelphia, kết thúc quãng đời hoạt động. Breck được cho xuất biên chế vào ngày 1 tháng 5 năm 1930 và bị bán để tháo dỡ vào ngày 17 tháng 1 năm 1931.